# ملاقات بانوی سالخورده
ملاقات بانوی سالخورده (به آلمانی: Der Besuch der alten Dame) نمایش‌نامه‌ای تراژیکمدی اثر نمایش نامه نویس سوئیسی فردریش دورنمات در سال ۱۹۵۶ است.

## خلاصه نمایشنامه
زنی سالخورده و بسیار ثروتمند با نام کلارا که در جوانی به دلیل وقایع ناعادلانه‌ای که در زادگاهش برایش اتفاق افتاده‌است، مجبور به ترک آن می‌شود و پس از سال‌ها با شرطی وحشتناک به زادگاهش بازمی‌گردد. شرط او این است که مردم شهر گولن، معشوق قدیمی‌اش را که در روزگار جوانی او را باردار و بی‌آبرو کرده و سرانجام به او جفا کرده‌است، به قتل برسانند. زن سالخورده حاضر است در ازای کشته‌شدن معشوق دوران جوانی خود توسط مردم گولن، ثروتی هنگفت و مبلغ مورد نیاز مردم زادگاهش را که اکنون با دشواری مالی بسیاری دست و پنجه نرم می‌کنند، در اختیار آنها قرار دهد. شهروندان گولن در نهایت به خواسته او تن می‌دهند.

## طرح

### پرده اول
داستان با آماده شدن شهر گولن برای استقبال از میلیاردر معروف کلارا زاخاناسیان، ملقب به کلر، که بزرگ شده گولن می‌باشد، آغاز می‌شود. شهر گولن در وضعیت اقتصادی دشواری قرار گرفته است و مردم شهر امیدوارند که کلر با بازگشتش به شهر نیاز مبرم مالی مورد نظرشان را برطرف کند. آلفرد ایل، معروف به آنتون، معشوق دوران جوانی کلارا زاخاناسیان، که اکنون مرد مغازه دار معروفیست در شهر گولن، با شهردار موافقت می کند که ماموریت راضی کردن کلارا برای پرداخت نیاز مبرم مالی شهر را، خود برعهده بگیرد.
پس از استقرار در هتل، کلر به مردم شهر که برای استقبال از او آمده اند می پیوندد. او از فرصتی که در اختیارش قرار گرفته است استفاده می کند و به مردم گولن اطلاع می دهد که نیاز مبرم مالیشان را با پرداخت یک میلیون دلار (احتمالاً یک میلیون دلار فرانک سوئیس)، که نیمی از آن برای مسائل مالی شهر و نیمی دیگر برای نیاز خانواده ها در نظر گرفته شده است، برطرف خواهد کرد. مردم از شنیدن حرف های او شاد می شوند اما این شادمانی دیری نمی پاید، زیرا خدمتکار کلر به صحنه میاید و از شرط زن سالخورده در ازای پرداخت مالی ای که متقبل خواهد شد سخن می گوید. خدمتکار کلارا زاخاناسیان کسی است که روزی رئیس دادگاه قضایی شهر گولن بوده و در زمان جوانی کلارا، شکایت او را از آلفرد ایل مبنی بر اینکه آنتون پدر فرزندیست که او در شکم دارد شاهد بوده است. در آن دادگاه آلفرد با آوردن دو شاهد دروغین و پرداخت رشوه (که بعدتر از آن رخداد آن دو شاهد نیز به خدمت کلارا در آمدند) رای دادگاه را به نفع خود برمی گرداند و از گناه مبری می شود. اکنون کلارا تنها در صورتی به گولن کمک می کند که مردم گولن، معشوق قدیمی اش آلفرد را به قتل برسانند. شهردار گولن با کلارا به مخالفت برمی خیزد و مردم شهر از شرط او دچار شوک و اضطراب می شوند. اما کلارا به آنها می گوید که صبر خواهد کرد.

### پرده دوم
با گذر زمان، آلفرد که اکنون از شرط کلارا در مورد خودش آگاه هست، با دیدن شهروندان گولن که برای خرید به مغازه اش می آیند کم کم دچار توهمی شدید می شود. خصوصاً وقتی می بیند که مردم وسایل گران بهایی را از مغازه اش خریداری می کنند. آلفرد از روی کنجکاوی به دیدن پلیس و شهردار شهر که آنها نیز به تازگی از مغازه اش وسایل گران بهایی را خریداری کرده اند می رود. اما آنها به او اطمینان خاطر می دهند که خطری از جانبشان آلفرد را تهدید نمی‌کند. سپس از سر اضطراب به دیدن کشیش می رود. کشیش نیز در ابتدا تلاش می کند که او را آرام کند. اما سرانجام اعتراف می کند که به آنها پولی پرداخت شده است و به آلفرد توصیه می کند که فرار کند.
آنتون به سمت ایستگاه قطار می رود تا فرار کند اما با انبوه مردم شهر که آنجا جمع شده اند مواجه می شود. مردم شهر درباره مقصداش از او جویا می شوند و آلفرد پاسخ می دهد که قصد دارد به استرالیا سفر کند. مردم برای او آرزوی سلامتی می کنند و باز به او اطمینان می دهند که هیچ خطری او را در گولن تهدید نمی‌کند. اما آلفرد به طرز وحشتناکی عصبی و دچار وحشت است. قطار از راه می رسد اما او با این اعتقاد که در نهایت کسی او را از سفر باز خواهد داشت از تصمیم اش برای سفر باز می گردد. در میان انبوه جمعیت، در حالیکه نمی‌تواند از جای خود تکان بخورد به زمین می افتد و فریاد می زند: "من گم شده ام!"

### پرده سوم
کلارا با شخص جدیدی در کلیسای شهر گولن ازدواج می کند. معلم مدرسه و دکتر شهر گولن به دیدن کلارا می روند و برای او توضیح می دهند که از لحظه ورود او به شهر مردم بدهی قابل توجهی را بالا آورده اند. معلم مدرسه به او التماس می کند که دست از خواسته اش برای انتقام بکشد و با قلب گشاده مردم شهر را مورد لطف و کمک خود قرار دهد.
قرار به قتل آلفرد، همزمان با مبالغ هنگفتی که مردم در قبال خرید وسایل گرانبها می پردازند، شکل واقعی تری به خود می گیرد. خبرنگاران با شنیدن خبر ازدواج کلارا دست به کار می شوند. آنها به مغازه آنتون می روند تا با او مصاحبه کنند. معلم مدرسه که اکنون بر اثر نوشیدن بسیار مست است تلاش می کند که خبرنگاران را از پیشنهاد کلارا مطلع کند، اما مردم شهر مانع او می شوند. معلم مدرسه و آنتون شروع به مشاجره می کنند و معلم به آنتون می گوید که کشته خواهد شد. آنتون گناهش را قبول می کند و تایید می کند که به خاطر اوست که مردم شهر دچار این گرفتاری بزرگ شده اند. شهردار در حالیکه آلفرد را مخاطب قرار داده از او می پرسد که آیا قضاوت مردم شهر را می پذیرد. آلفرد در پاسخ می گوید که خواهد پذیرفت.
کلارا به آلفرد می گوید که هیچگاه از دوست داشتن او دست برنداشته است. اما احساس عشق اش با گذر زمان به احساسی غیر انسانی و وحشتناک تبدیل شده است.
آنتون وقتی به جلسه شهر می رسد توسط خبرنگاران احاطه می شود. و شهر، به صورت رسمی و همگانی اعلام می دارد که شرط کلارا را می پذیرد. سپس ساکنان شهر مراسم تشریفاتی، فرمالیته و همگانی رای شماری را برگزار می کنند. شهردار اعلام میدارد که مردم باید از آنتون برای ثروت هنگفتی که سرانجام بدست اش آورده اند ممنون باشند. درها بسته می شوند و صحنه تاریک می شود. آنتون توسط شهروندان به قتل می رسد. در حالیکه خبرنگار وارد صحنه می شود، دکتر اطلاع می دهد که آنتون بر اثر حمله قلبی مرده است. خبرنگاران علت مرگ آنتون را شادی بسیار اعلام میدارند. کلارا بر سر جسد آلفرد می رود و آن را بررسی می کند، سپس چکی را به شهردار می پردازد و بهمراه جسد آنتون در تابوتی که در هنگام ورود به شهر با خود به گولن آورده بود گولن را ترک می کند.

## موضوعات اصلی نمایشنامه

### موضوع اصلی
نویسنده اثر ملاقات، فردریش دورنمات، بارها بر این اصرار ورزیده بود که ایده اصلی او از نوشتن ملاقات در واقع طرح یک اثر کمدی بوده است. با این حال بسیار دشوار است که نقاط تاریک و جدی ای را که در رابطه با ذات بشریت در نمایشنامه به آن اشاره شده است نادیده گرفت. بیان طنز در میان نویسندگان زبان آلمانی، بواسطه به تصویر کشیدن اتفاقات ناخوشایند و ناراحت کننده برای بیان آنچه دغدغه آنان بود و از دید آنان مسائلی مهم بودند در آن دوره بسیار مرسوم بود. موضوع اصلی در اینگونه آثار این است که پول حتی انسانی با ریشه های بسیار قوی اخلاقی را تحت تاثیر قرار می دهد و انسان ها را به فساد و نابودی می کشاند.

### حقوق زنان
زنان در سوئیس، بهمراه لیختن‌اشتاین که تنها کشور اروپایی ای بود که حق رای زنان را در آن زمان محدود کرده بود، تا سال ۱۹۷۱ (و حتی در منطقه ای از سوئیس تا ۱۹۹۰) حق رای کامل را نداشتند. حتی زمانیکه نویسنده تغییراتی در نمایشنامه ملاقات انجام داد تا گوتفرید فن آینم آن را به شکل یک لیبرتو اجرا کند (اولین بار در ۱۹۷۱ به اجرا در آمد) زنان همچنان حق رای نداشتند. رای نهایی در پایان نمایشنامه ملاقات، در حالیکه کلارا حق صحبت نداشت، و مصادف بود با آنچه از آن می توان به عنوان انتقال توصیف نادرست از وضعیت جدید اقتصادی شهر به آلفرد نام برد، موضوع بی عدالتی در جامعه سوئیس در آن زمان را برجسته می کند. به‌طور نمادین می توان گفت کلارا دست و پا نداشت، ابزاری که با وجودشان می توانست حق این را داشته باشد که سرنوشتش را خود در دست بگیرد. کلارا، بدون اینکه بخواهد، توسط مردان تبدیل به یک تن فروش شده بود.

## هجو و طنز در اثر

### هنر و تاریخ اروپا
در نمایشنامه ملاقات، دورنمات موضوع فروش موزه شهر گولن را در قالب طنز و طعنه در رابطه با هنر و تاریخ اروپا به تصویر می کشد. موزه گولن در داستان دورنمات هر آنچه دارد را به موزه هایی در آمریکا می فروشد. طنز و طعن تلخی که با آن یادآور می شود که برای دانستن تاریخ اروپا باید به آمریکا سفر کرد.

### دموکراسی
طنز و طعن نسبت به پدیده دموکراسی را می توان در پرده سوم نمایشنامه ملاقات جستجو کرد. زمانی که شهروندان به دور هم جمع شده اند تا در مراسمی تشریفاتی، انتخاباتی فرمالیته را انجام دهند، که در نهایت پاسخش هر چه باشد، مثبت یا منفی، باز به کشتن آلفرد ایل ختم خواهد شد. این اتفاق همچنین به این واقعیت طنزگونه و تلخ اشاره دارد که تمام شهروندان بر این باورند که کسی آلفرد را خواهد کشت، اما خودشان را کاملاً از این قاعده مستثنی می دانند. در آخر، نتیجه رای گیری بر ضد آلفرد ایل است. او در ازای پاداشی که پرداخت خواهد شد کشته می شود. این پرده واقعیتی را به خواننده می نمایاند که چگونه پدیده دموکراسی می تواند حتی بدتر از اشکال دیگر سیاسی حکومت باشد .

### بدن انسان به مثابه کالا / نیروی انسانی
در قسمت هایی از نمایشنامه ملاقات به موضوع بدن به مثابه شی و نیروی انسانی اشاره می شود. موضوع فاحشه بودن کلارا زاخاناسیان و همچنین قیمت مادی آلفرد ایل که یک میلیون دلار در نظر گرفته شده است شامل این موضوعات می شوند. در رابطه با کلارا، دورنمات موضوع تن فروشی را مورد پرسش قرار می دهد. او حرفه تن فروشی را مانند حرفه های دیگر به تصویر می کشد و این موضوع را مورد پرسش قرار می دهد که آیا در هر دو حرفه در ازای دریافت پول از نیروی انسانی استفاده نمی‌شود و بدن مورد استفاده قرار نمی‌گیرد؟ موضوع آلفرد همچنین به موقعیتی دیگر در رابطه با این واقعیت اشاره می کند. بدن آلفرد به ارزش یک میلیون دلار قیمت گذاری شده است. این موضوع به این اشاره دارد که بدن آلفرد می تواند خریداری شود، به فروش برسد و مانند هر کالای دیگری در اقتصاد مورد استفاده قرار بگیرد. بدن آلفرد، زمانیکه کلارا آن را قیمت گذاری می کند، به مثابه کالایی می شود.

## ملاقات بانوی سالخوردهدر ایران
نمایشنامه ملاقات بانوی سالخورده اول بار در ایران توسط حمید سمندریان به پارسی ترجمه و به خوانندگان پارسی زبان شناسانده شد. در سال ۱۳۵۱ و برای اولین بار در تالار مولوی تهران به کارگردانی او و با هنرنمایی جمیله شیخی، آذر فخر، اکبر زنجانپور، محمود هاشمی، علی رامز و غلامرضا طباطبائی به اجرا در آمد. در سال ۱۳۸۶، پس از گذر ۳۵ سال، حمید سمندریان برای بار دوم و اینبار در سالن اصلی تئاتر شهر و با هنرنمایی گوهر خیراندیش، پیام دهکردی، علی رامز، فرخ نعمتی، احمد ساعتچیان، میرطاهر مظلومی و هوشنگ قوانلو این نمایشنامه را کارگردانی و به روی صحنه برد.
ملاقات بانوی سالخورده همچنین در سال ۱۳۹۳ به صورت نمایش عروسکی بزرگسال و موزیکال به کارگردانی هادی حجازی‌فر در فرهنگسرای نیاوران به صورت متفاوتی به اجرا در آمد.
این نمایشنامه با نام «ملاقات»، که برگرفته از عنوان نسخه ترجمه شده انگلیسی این اثر نمایشی است، به ترجمه، نویسندگی و کارگردانی پارسا پیروزفر و با هنرنمایی پانته آ پناهی ها، رضا بهبودی، پارسا پیروزفر، سیاوش چراغی پور، مهدی حسینی نیا، افشین خورشید باختری، هومن کیایی، داریوش موفق و چندی دیگر در اسفند سال ۱۳۹۷ تا اردیبهشت ۱۳۹۸ در تئاتر شهر تهران به اجرا در آمد و مورد استقبال تماشاگران قرار گرفت.
در سال ۱۳۹۹، فیلم بی‌همه چیز به کارگردانی محسن قرایی با اقتباس از این نمایشنامه ساخته شد. این فیلم با حضور شماری از چهره‌های سینمایی ایران از جمله پرویز پرستویی، هدیه تهرانی، هادی حجازی‌فر، بابک کریمی، باران کوثری، پدرام شریفی و ... به نمایش درآمد.